# Bungalo Records
Bungalo Records är ett amerikanskt skivbolag, etablerat 2004. Distribueras genom Universal Music Groups Universal Records.

## Artister

### Nuvarande
- Remedy
- La Toya Jackson
- Lil Rounds
- Chino XL
- Mannie Fresh
- Rodney Jerkins
- K-Ci
- Heavy D
- Boondock
- Patti Labelle
- Carl Thomas
- Agnes Chan
- Young Life
- Big Gov

### Före detta
- Bizzy Bone med iMG Recordings
- Glory
- Kurupt
- Mack 10
- Rome
- Sway & Tech
- Suga Free
- IQ

Mookie Jones med Box Music Group LLC